# Androcymbium decipiens
Androcymbium decipiens là một loài thực vật có hoa trong họ Colchicaceae. Loài này được N.E.Br. miêu tả khoa học đầu tiên năm 1906.